# Hydroptila atalante
Hydroptila atalante är en nattsländeart som beskrevs av Malicky 1997. Hydroptila atalante ingår i släktet Hydroptila och familjen smånattsländor. Inga underarter finns listade i Catalogue of Life.